# 오시바라촌
오시바라촌(忍原村)은 시마네현 니마군에 있던 촌이다. 현재의 오다시의 일부에 해당한다.

## 역사
- 1889년 4월 1일 - 정촌제 시행에 의해 니마군 오시바라촌이 성립하였다.
- 1929년 4월 1일 - 오시바라촌이 분립해 구리촌에 편입, 잔부는 가와이촌에 편입해 동일 오시바라촌은 폐지되었다.

## 참고문헌
- 角川日本地名大辞典 32 島根県
- 『市町村名変遷辞典』東京堂出版、1990年。